# Marianne Aminoff
Marianne Aminoff (Uddevalla, 21 settembre 1916 – Stoccolma, 14 aprile 1984) è stata un'attrice svedese.
Si è sposata tre volte: prima nel 1940 con il coreografo Carl-Gustaf Kruuse af Verchou da cui ha divorziato dopo un anno; poi dal 1956 al 1966 con l'attore Frank Sundström e dal 1967 con l'attore Anders Karlén con cui rimase fino alla morte avvenuta nel 1984 a 67 anni.

## Filmografia parziale
- Det sista äventyret, regia di Jan Halldoff (1974)
- L'immagine allo specchio (Ansikte mot ansikte), regia di Ingmar Bergman (1976)
- Sinfonia d'autunno (Höstsonaten), regia di Ingmar Bergman (1978)